# Hello (cançó)
"Hello" és una cançó de la cantant anglesa Adele. Va ser llançada el 23 d'octubre del 2015 per XL Recordings com el primer senzill del seu tercer àlbum d'estudi, 25. Adele va escriure la cançó amb el seu productor, Greg Kurstin. "Hello" és una balada de piano amb influències d'ànima, i lletres que parlen temes de nostàlgia i remordiment. Al llançament, la cançó era ben rebuda pels crítics de música, qui va comparar favorablement al treball previ d'Adele i va elogiar la lletra de la cançó i la seva veu.

## Guardons
Premis
- 2017: Grammy a la cançó de l'any
- 2017: Grammy a la gravació de l'any